# Kallinikos I.

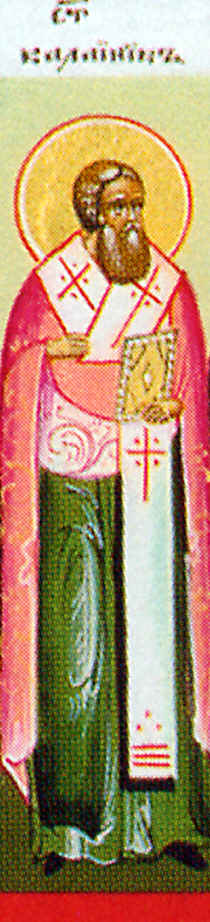
St. Kallinikos, Ikone

Kallinikos I. († 705 in Rom) war Patriarch von Konstantinopel von 693 bis 705. Er ist ein Heiliger der orthodoxen Kirche.
Bevor er Patriarch wurde, war er Priester an der Kirche der Heiligen Gottesmutter von Blachernae, einer der bedeutendsten Kirchen in Konstantinopel.
Als Patriarch geriet er mit Kaiser Justinian II. aneinander, als dieser eine Kirche niederreißen ließ, um einen Palast zu bauen. Er unterstützte Kaiser Leontios, der Justinian 695 absetzte und verbannte. Als Justinian zehn Jahre später Konstantinopel wieder eroberte, rächte er sich, obwohl er einen Eid geschworen hatte, niemandem etwas anzutun. Er ließ den Patriarchen blenden und in Rom lebendig einmauern. Nach vierzig Tagen brach die Mauer ein. Kallinikos lebte noch, starb aber wenige Tage darauf.
Papst Johannes VI. ließ Kallinikos in der Kirche der Apostel in Rom begraben, aufgrund eines Traums, in dem ihm die Apostel Petrus und Paulus erschienen seien und ihm das befohlen hätten.
Der orthodoxe Gedenktag von Kallinikos ist am 23. August.